# Yu Kosuge
Yu Kosuge (小菅 優, Kosuge Yū)  (Tokyo, 24 mai 1983) est une pianiste classique japonaise.

## Biographie
Yu Kosuge naît à Tokyo, en 1983. Dès l'âge de quatre ans, elle entre à l'Université des arts de Tokyo, après avoir été sélectionnée dans le cadre d'un programme visant à fournir une éducation spécialisée aux enfants surdoués. Elle fait ses débuts avec orchestre en jouant à neuf ans, avec le Tokyo New City Orchestra.
En 1993, elle s'installe en Allemagne pour étudier avec Karl-Heinz Kämmerling, puis avec András Schiff. En 2003, elle reçoit le grand prix du prix S & R Washington, décerné par la fondation S & R — qui annuellement distingue un des jeunes artistes les plus talentueux dans les domaines des beaux-arts, de la musique, du théâtre, de la photographie, de la photographie et du film — pour sa contribution aux relations américano-japonaises. En 2006, elle fait ses débuts en récital au festival de Salzbourg.
Elle a réalisé plusieurs enregistrements bien reçus par la critique. Le magazine allemand Fono Forum a attribué cinq étoiles à son enregistrement des Études Chopin, réalisé lorsqu'elle avait seize ans. Elle a également enregistré les Études d'exécution transcendante de Liszt (2003), les Préludes de Chopin (2005), deux concertos pour piano de Mozart (2006) et des œuvres de Schumann et Liszt (2007). Un enregistrement de ses débuts au Carnegie Hall, en novembre 2005, a été publié par le label Sony. Lors d'une revue du récital, le critique de CultureCatch a salué « la beauté et la grande variété de la production de ton de Kosuge ».
Toshio Hosokawa lui a dédié la seconde de ses Études pour piano (2011).

## Discographie
- Chopin, Études, op. 10 et 25 ; 3 nouvelles études (août 1999, Sony) (OCLC 762077104)
- Liszt, Études d'exécution transcendante (3-6 août 2002, Sony SK 87315) (OCLC 873168215)
- Akira Nishimura, Concerto pour piano « A shaman » - Württembergische Philharmonie Reutlingen, dir. Norichika Iimori (28 février 2004, Camerata) (OCLC 69872843)
- Chopin, Préludes, op. 28 et Nocturne en ut  mineur - (2005, Sony)
- Mozart, Concertos pour piano nos 9 et 21 - Orchestre symphonique de la NDR, dir. Lawrence Foster (2005, Sony) (OCLC 873282636)
- Live at Carnegie hall : Ferruccio Busoni, Joseph Haydn, Ludwig van Beethoven… (concert 14 novembre 2005, Sony 88697029822) (OCLC 658716172)
- Venezia e Napoli : Liszt (Années de pèlerinage) et Schumann (Allegro op. 8 ; Fantaisie op. 17) (Sony) (OCLC 730052663)
- Schumann, Fünf Stücke im Volkston, op. 102 ; Adagio und Allegro, op. 70 ; Drei Romanzen, op. 94 ; Drei Fantasiestücke, op. 73 ; Wladszenen, op. 82 - avec Matthias Rácz, basson (novembre 2007, SACD Ars Produktion) (OCLC 774348068)
- Mendelssohn, Concerto pour piano no 1 - Orchestre de chambre Mito, dir. Seiji Ozawa (concert 2009, Sony 88697692142) (OCLC 762656740)
- Richard Strauss, Œuvres pour cor et piano - Radek Baborach, cor (2010, Octavia Records)